# 12 tháng 12
Ngày 12 tháng 12 là ngày thứ 346 trong mỗi năm thường (ngày thứ 347 trong mỗi năm nhuận) theo lịch Gregorius; còn lại 19 ngày cho đến cuối năm.

## Sự kiện
- 1666 - Nhà cải cách phụng vụ Giáo hội Chính thống giáo Nga Thượng phụ Nikon bị phán quyết và tước hết mọi phẩm trật.
- 1787 – Pennsylvania trở thành bang thứ hai phê chuẩn Hiến pháp Hoa Kỳ, năm ngày sau Delaware.
- 1897 – Belo Horizonte được hình thành dưới tên Cidade de Minas, là thành phố kế hoạch đầu tiên tại Brasil.
- 1901 – Guglielmo Marconi nhận được tín hiệu radio đầu tiên vượt Đại Tây Dương, từ Cornwall thuộc Anh đến St. John’s, Newfoundland.
- 1911 – Delhi thay thế Calcutta trong vai trò thủ đô của Ấn Độ thuộc Anh.
- 1911 – Quốc vương George V của Anh đăng quang Hoàng đế Ấn Độ.
- 1915 – Tổng thống Viên Thế Khải của Trung Hoa Dân Quốc tuyên bố mình là hoàng đế của Trung Hoa Đế quốc.
- 1925 – Majlis (Quốc hội lập hiến) bỏ phiếu bầu Reza Shah là Shah của Ba Tư.
- 1935 – Thống chế Heinrich Himmler của Đức Quốc xã cho thành lập chương trình khuyến khích sinh sản Lebensborn nhằm tăng sự thuần khiết của chủng tộc Aryan.
- 1936 – Sự biến Tây An: Trương Học Lương và Dương Hổ Thành bắt cóc Tổng thống lĩnh Trung Hoa Dân Quốc Tưởng Giới Thạch để buộc Quốc Dân Đảng phải hợp tác với Cộng sản Đảng trong công cuộc kháng Nhật.
- 1939 – Tàu khu trục HMS Duchess chìm sau khi va chạm với thiết giáp hạm HMS Barham ở ngoài khơi bờ biển Scotland, 124 người thiệt mạng.
- 1941 – Chiến tranh thế giới thứ hai: Anh Quốc tuyên chiến với Bulgaria, Hungary và Romania tuyên chiến với Hoa Kỳ. Ấn Độ thuộc Anh tuyên chiến với Nhật Bản.
- 1942 – Chiến tranh thế giới thứ hai: Các lực lượng Đức bắt đầu tiến hành Chiến dịch Bão Mùa đông nhằm nhằm giải vây cho các lực lượng phe Trục trong Trận Stalingrad.
- 1958 – Guinée gia nhập Liên Hợp Quốc.
- 1963 – Kenya giành được độc lập từ Anh Quốc.
- 1964 – Thủ tướng Jomo Kenyatta trở thành tổng thống đầu tiên của Cộng hòa Kenya.
- 1991 – Nga tuyên bố độc lập từ Liên Xô.
- 2001 – Thủ tướng Việt Nam Phan Văn Khải ra quyết định thành lập Vườn Quốc gia Phong Nha - Kẻ Bàng trên cơ sở khu bảo tồn thiên nhiên cùng tên.
- 2012 – Triều Tiên thành công trong việc phóng vệ tinh đầu tiên của mình, Kwangmyŏngsŏng-3 Unit 2, sử dụng một tên lửa đẩy Unha.
- 2015 – Thỏa thuận chung Paris về Công ước khung Liên Hợp Quốc về Biến đổi Khí hậu được thông qua.

## Sinh
- 1541 – Johann Bauhin, nhà thực vật học và thầy thuốc người Thụy Sĩ (m. 1613)
- 1766 – Nikolai Mikhailovich Karamzin, thi nhân và sử gia người Nga, tức 1 tháng 12 theo lịch Julius (m. 1826)
- 1792 – Alexander Ypsilantis, công tử và tướng lĩnh quân đội người Hy Lạp, từng phục vụ trong quân đội Nga (m. 1828)
- 1821 – Gustave Flaubert, tác gia người Pháp (m. 1880)
- 1862 – Tào Côn, nhân vật chính trị và quân sự người Trung Quốc, tổng thống của Trung Quốc (m. 1938)
- 1863 – Edvard Munch, họa sĩ người Na Uy (m. 1944)
- 1866 – Alfred Werner, nhà hóa học người Thụy Sĩ, đoạt giải Nobel (m. 1919)
- 1875 – Gerd von Rundstedt, nguyên soái người Đức (m. 1953)
- 1903 – Ozu Yasujirō, đạo diễn và biên kịch người Nhật Bản (m. 1963)
- 1911 – Thanh Tịnh, nhà thơ người Việt Nam (m. 1988)
- 1912 – Boun Oum, Thành viên vương thất Champasak, Thủ tướng Lào (m. 1980)
- 1914 – Nguyễn Nhược Pháp, nhà thơ người Việt Nam (m. 1938)
- 1915 – Frank Sinatra, ca sĩ, Diễn viên người Mỹ (m. 1998)
- 1927 – Robert Noyce, nhà phát minh và doanh nhân người Mỹ (m. 1990)
- 1928 – 
  - Chyngyz Torekulovich Aitmatov, tác gia Liên Xô thuộc dân tộc Kyrgyzstan (m. 2008)
  - Xuân Hồng, nhạc sĩ người Việt Nam (m. 1996)
- 1932 – Lê Hiền Đức, nhà hoạt động xã hội người Việt Nam
- 1934 – 
  - Trần Quốc Vượng, sử gia người Việt Nam (m. 2005)
  - Phạm Ngọc Lan, tướng lĩnh quân đội người Việt Nam
- 1945 – Portia Simpson-Miller, chính trị gia người Jamaica, thủ tướng thứ 7 của Jamaica
- 1949 – Marc Ravalomanana, chính trị gia người Malagasy, Tổng thống Madagascar
- 1950 – Eric Maskin, nhà kinh tế học người Mỹ, đoạt giải Nobel
- 1970 – Jennifer Connelly, Diễn viên người Mỹ
- 1974 – Trần Lập, ca sĩ, nhạc sĩ chính của ban nhạc Bức Tường (m. 2016)
- 1975 – Kuwashima Hōko, seiyū người Nhật Bản
- 1977 - Cát Tường, nữ diễn viên người Việt Nam
- 1981 – Stephen Warnock, cầu thủ bóng đá người Anh
- 1983 – Mai Nghiên Lăng, Hoa hậu Trung Quốc 2008
- 1984 – Daniel Agger, cầu thủ bóng đá người Đan Mạch
- 1990 – Victor Moses, cầu thủ bóng đá người Nigeria

## Mất
- 884 – Carloman II, quốc vương của người Frank (s. 866)
- 1574 – Selim II, sultan của Đế quốc Ottoman (s. 1524)
- 1586 – Stefan Batory, quốc vương của Ba Lan (s. 1533)
- 1889 – Viktor Bunyakovsky, nhà toán học người Nga, tức 30 tháng 11 theo lịch Julius (s. 1804)
- 1912 – Luitpold, nhiếp chính vương của Vương quốc Bayern thuộc Đế quốc Đức (s. 1821)
- 1963 – Yasujiro Ozu, đạo diễn phim người Nhật Bản (s. 1903)
- 1988 – Dương Bích Liên, họa sĩ người Việt Nam (s. 1924)
- 2001 – Lê Phổ, họa sĩ người Việt Nam (s. 1907)
- 2003 – Heydar Alirza oglu Aliyev, chính trị gia người Azerbaijan, tổng thống thứ ba của Azerbaijan (s. 1923)
- 2008 – Thi Văn Tám, tướng lĩnh công an người Việt Nam (s. 1948)
- 2009 – Trần Thế Môn, tướng lĩnh quân đội người Việt Nam (s. 1915)
- 2013 – Jang Sung-taek, tướng lĩnh quân đội, chính trị gia người Triều Tiên (s. 1946)
- 2020 – Charley Pride, ca sĩ Mỹ (s. 1934)

## Những ngày lễ và kỷ niệm
- Ngày Hiến pháp (Nga)
- Ngày Kanji (Nhật Bản)